# Moschea di Id Kah
La Moschea Id Kah è una moschea situata a Kashgar, nello Xinjiang, Cina. L'edificio domina la piazza principale della città.

## Storia
È la moschea più grande della Cina. Ogni venerdì ospita quasi 10.000 fedeli e può ospitarne fino a 20.000.
La moschea fu costruita da Saqsiz Mirza nel 1442 circa (incorporando strutture precedenti, risalenti al 996) e copre un'area di 16.800 metri quadri.
Il 9 agosto del 1933, il generale cinese Ma Zhancang, di etnia Hui, uccise e decapitò il leader degli Uiguri Timur Beg, mostrando la sua testa su una punta della Moschea Id Kah.
Nel marzo del 1934, anche l'emiro uiguro Abdullah Bughra fu decapitato e la sua testa fu mostrata nello stesso modo presso la moschea.
Nell'aprile del 1934 il generale musulmano Ma Zhongying fece un discorso presso la Moschea Id Kah, invitando gli Uiguri ad essere leali alla Repubblica Cinese e al governo del Kuomintang a Nanchino.
Il 30 luglio 2014, l'imam della moschea, l'albergatore Jume Tahir, fu accoltellato a morte poco dopo avere assolto alla preghiera del mattino.

## Architettura
La moschea ha un ingresso rettangolare affiancato da due minareti, posizionato al centro della facciata giallo-bianca. La sala di preghiera è supportata da 140 pilastri in legno intagliato.